# صالح كامل
صالح بن عبد الله كامل سندي (1360 هـ / 1941 - 25 رمضان 1441 هـ / 18 مايو 2020) رجل أعمال سعودي مؤسس مجموعة دلة البركة وأحد أوائل المستثمرين في قطاعي الإعلام العربي والصيرفة الإسلامية.

## عن حياته
ولد صالح بن عبد الله كامل عام 1360 هـ/1941م في مكة المكرمة لعائلة كانت تعمل بالطوافة، وكان والده يعمل مُديرًا عامًا لديوان مجلس الوزراء. تلقى تعليمه الابتدائي والمتوسط في مكة المكرمة والطائف، والثانوي بجدة. حصل على بكالوريوس تجارة من جامعة الملك سعود 1383هـ، 1963م. أنشأ وهو طالب مؤسسة صغيرة باسم «دار ومكتب الكشاف السعودي» وبدأ حياته العملية بالطوافة مهنة عائلته، ثم التحق بوزارة العمل والشؤون الاجتماعية حيث عمل بإدارة رعاية الشباب، وبعد فترة قصيرة انتقل للعمل في وزارة المالية، وبعد عشر سنوات من العمل في وزارة المالية، ترك العمل الحكومي واتجه إلى القطاع الخاص حتى أصبح يمتلك ويدير ما يزيد على 12 مليار ريال موزعة على 300 شركة وبنك ومؤسسة في المملكة وفي نحو 45 دولة حول العالم. ألقي القبض عليه في السعودية بتاريخ 4 نوفمبر 2017 بتهمة الفساد.
ترأس مجلس إدارة مجموعة دلة البركة التي تشمل مجموعة شركات منها: البركة للاستثمار والتنمية، مجموعة البركة المصرفية، مجموعة التوفيق المالية، عسير، الشركة الإعلامية العربية وشركة مسك الإعلامية العربية، راديو وتلفزيون العرب (ART)، شركة مجموعة دلة، شركة دلة للتنمية العقارية والسياحية، شركة درة العروس وغيرها، ورأس مجلس إدارة الغرفة التجارية الإسلامية ولجنة المشاركين في محفظة البنوك الإسلامية والمجلس العام للبنوك والمؤسسات المالية الإسلامية. ورئيس مجلس أمناء المؤسسة المصرية للزكاة وكان عضو بمجلس أمناء كل من مؤسسة الملك عبد العزيز ورجاله لرعاية الموهوبين، مؤسسة الفكر العربي والمؤسسة العربية للإعلام. تشمل المنشآت غير الربحية التي أقامها الشيخ صالح كامل مركز أبحاث الاقتصاد الإسلامي بجامعة الملك عبد العزيز في جدة، مركز صالح عبد الله كامل للاقتصاد الإسلامي بجامعة الأزهر في مصر ومركز جدة للعلوم والتكنولوجيا في جدة.

## البداية العملية
عشق صالح العمل التجاري منذ الصغر فكان يهوى مجال العمل والاستثمار، فكان في صغره يقوم بصنع الألعاب الصغيرة البسيطة ويقوم ببيعها لأصحابه، تلا ذلك تحريره لعدد من المجلات وبيعها، وفي مرحلة أخرى قام باستيراد بعض المنتجات وبيعها، وفي المرحلة الجامعية عمل صالح على إنشاء مطبعة صغيرة لنسخ مذكرات الطلبة واستمر في عمله في مطبعته الصغيرة هذه حتى تخرج من المرحلة الجامعية، وقام بالعمل في العمل الحكومي فكان يعمل صباحًا بالعمل الحكومي ومساء كان يباشر أمور مطبعته، هذا بالإضافة لقيامه بعدد من المشاريع الأخرى التي كانت تكبر وتتنوع مع مرور الوقت.
في أثناء عمله بوزارة البرق والبريد والهاتف (وزارة الاتصالات وتقنية المعلومات حاليا) السعودية، طرحت الشركة مناقصة لنقل وتوزيع البريد الداخلي استهوى المشروع صالح بما عرف عنه من عقلية تجارية واستثمارية فقام بعمل مشروعه الجديد وهو مشروع البريد الطواف، فقام بتجميع مدخراته من مشاريعه السابقة وعمل على شراء عدد كبير من السيارات من أجل توزيع البريد وحقق هذا المشروع نجاح كبير واستمر لعدد كبير من السنوات حوالي خمسة عشر عام.
قام صالح بعد ذلك بتأسيس شركة مجموعة دلة البركة في عام 1982م والتي تنوعت مجالات أنشطتها بعد ذلك في مختلف مجالات الاستثمار ما بين إعلام وسياحة وأعمال بنكية وعقارية وغيرها، وتعد هذه الشركة من أشهر شركات الاستثمار في جدة، حقق صالح من استثمارات مجموعة شركات دلة بركة ثروة هائلة وذلك من خلال العقود التي قام بإبرامها مع الحكومة السعودية.
من المشاريع الأخرى التي قام بتأسيسها صالح مؤسسة دار "عكاظ" السعودية للنشر، المساهمة في صحيفة الوطن السعودية.

## الاتجاه للاستثمار الإعلامي
كان صالح عبد الله كامل واحد من أهم وأوائل المستثمرين السعوديين في المجال الإعلامي، فهو أول من انشأ مؤسسة للإنتاج الإعلامي والتي تعرف «بالشركة العربية للإنتاج الإعلامي»، وقد بدأت الـ شبكة راديو وتلفزيون العرب ببث إرسالها من خلال خمس قنوات في عام 1993م إلى أوروبا والشرق الأوسط، هذا بالإضافة لقناة إم بي سي التي كان شريكًا فيها مع رجل الأعمال السعودي وليد الإبراهيم حيث بدأ هذا المشروع من لندن ولكن طبقا لمجلة فوربس قام ببيع حصته وأسس راديو وتلفزيون العرب والتي انتقلت من مقرها بروما في إيطاليا إلى مدينة الإنتاج الإعلامي في الأردن.
حققت الـ ART نجاحاً مميزاً بما تقدمه ببرامج متميزة وانفرادها بالعديد من الأحداث وعرضها للأحداث الرياضية والأفلام حصرياً، ويقدر عدد المشتركين بها حوالي مليون مشترك مما يحقق كما هائلا من الأرباح سنوياً. وفي سنة 2009م تم بيع باقة قناة art sport الرياضية للقناة الجزيرة الرياضية، وجميع البرامج وبطولات بمبلغ - بعد مفاوضات دامت قرابة الشهر ونصف الشهر، انتهت صفقة بيع قنوات راديو وتليفزيون العرب "A.R.T" الرياضية الـ6 إلى قناة الجزيرة مقابل مليارين و750 مليون دولار، بحسب ما أعلنه مسؤول القناتين. وقد قال الشيخ صالح كامل في برنامج نقطة تحول في قناة ام بي سي (ان المجال الاعلامي الرياضي بالخصوص كان غلطة) وقد خسرت فيه الكثير، وأيضا يملك قناة اقرأ الإسلامية. وأضاف أيضا عنه الي الآن يقوم بدراسة لفتح قنوات إسلامية بأكثر من سبع لغات.

## استثماراته وأعماله
شغل صالح العديد من المهام والمناصب في الكثير من الاستثمارات والمشاريع المختلفة والتي تنتشر في العديد من البلدان ونذكر منها:
- رئيس مجلس إدارة مجموعة دلة البركة - جدة - المملكة العربية السعودية.
- رئيس مجلس إدارة في كل من بنك التمويل المصري السعودي - مصر، بنك البركة - لبنان، شركة الإعلام العربية - المملكة العربية السعودية وراديو وتليفزيون العرب - جزر كايمان.
- نائب رئيس مجلس إدارة الشركة العربية للاستثمار الزراعي - البحرين.
- عضو مجلس إدارة شركة صاني لاند- قبرص.
- رئيس مجلس إدارة المجلس العام للبنوك والمؤسسات المالية الإسلامية.
- رئيس غرفة التجارة الإسلامية - المملكة العربية السعودية.
- عضو مؤسس لبنك فيصل الإسلامي - السودان ومصر، الشركة السعودية لتجارة ونقل المواشي، الشركة الوطنية السعودية للشحن البحري والشركة السعودية للنقل الجماعي.
- عضو في عدد من الهيئات الاجتماعية والتعليمية في عدد من الدول العربية والأجنبية مثل: المملكة المتحدة، ألمانيا، سويسرا والولايات المتحدة. كما قام بتقديم عدد كبير من الأوراق والمحاضرات حول الاقتصاد الإسلامي والتمويل، والتنظيم المصرفي، التنمية والفلسفة الاجتماعية، وقام بإنشاء مراكز بحث الاقتصاد الإسلامي في المملكة العربية السعودية ومصر. ويملك رجل الأعمال صالح كامل نظام ساهر السعودي للمرور بوزارة الداخلية.

## اعتقاله بتهمة الفساد
ألقي القبض عليه في السعودية في يوم السبت 15 صفر 1439هـ الموافق 4 نوفمبر 2017 بتهمة الفساد، وجمدت أمواله في إطار تحقيق تجريه لجنة لمكافحة الفساد برئاسة ولي العهد، محمد بن سلمان بن عبد العزيز آل سعود. ويعد كامل أحد أهم الشخصيات الاقتصادية السعودية والعربية البارزة على الساحة في العقود الثلاثة الأخيرة. وقد قدرت ثروته في عام 2016 بنحو ملياري دولار، وفقا لمجلة فوربس.

## تكريم وجوائز
- حصل صالح على العديد من الجوائز الدولية:
- حصل على جائزة رجل أعمال الخليج عام 1993م.
- رجل المصارف من البنك الإسلامي للتنمية في عامي 1995، 1996م.
- جاء ترتيب صالح السابع من حيث التأثير في مسرح الأحداث وفق تصنيف أجرته مجلة «أرابيان بيزنس» من بين أقوى 50 شخصية عربية في المنطقة والعالم في عام 2006م.
- حصل على درجة الدكتوراة الفخرية لجهوده في تنمية مفاهيم الاقتصاد الإسلامي والأداء الإعلامي الإسلامي من جامعة الحياة الجديدة المفتوحة في عام 2011م.
- وسام الملك عبد العزيز من الدرجة الأولى لرجال الأعمال المتميزين.
- وسام الاستقلال من الدرجة الأولى من المملكة الأردنية الهاشمية.
- وسام النيلين من الدرجة الأولى من جمهورية السودان.
- وسام الاستقلال من الدرجة الأولى من مملكة المغرب.[6]

### حياته الأسرية
تزوج من الممثلة المصرية صفاء أبو السعود وله منها 3 بنات: هديل وأصيل ونضير.
له عدد من الأبناء من زوجته أم عبد الله.
- عبد الله كامل.
- محيي الدين كامل.

## صدر عنه
صدرت سيرته في كتاب «سيرة صالح عبد الله كامل: من مكة وإليها» عام 2023.

## وفاته
توفي صالح كامل مساء يوم الاثنين 25 رمضان 1441هـ الموافق 18 مايو 2020، في مستشفى سمير عباس بجدة. وأُعلنَ يوم الثلاثاء 26 رمضان 1441هـ الموافق 19 مايو عام 2020، أن سبب الوفاة أزمة قلبية مفاجِئة.